# ميخائيل إليس (سياسي)
ميخائيل إليس (بالإنجليزية: Michael Ellis)‏ هو سياسي أمريكي، ولد في 21 فبراير 1941 في نيناه في الولايات المتحدة، وتوفي في 20 يوليو 2018. حزبياً، نشط في الحزب الجمهوري. وقد انتخب عضو جمعية ولاية ويسكونسن وانتخب عضو مجلس ولاية ويسكونسن.